# ام-۱۹۶۵
۱۹۶۵-ام که در ایران با نام کاپشن آمریکایی یا اورکت آمریکایی شناخته می‌شود توسط صنایع آلفا در سال ۱۹۶۵ برای نیروهای مسلح ایالات متحده با نام M-1965 (همچنین با نام‌های M65 و M-65 Field Jacket نیز شناخته می‌شود) طراحی شد. این کاپشن جایگزین مدل قبلی آن که در سال ۱۹۵۱ طراحی شده بود گردید که مدل ۱۹۵۱ نیز جایگزین مدل ۱۹۴۳ که در جنگ جهانی دوم مورد استفاده قرار گرفته بود گردید.

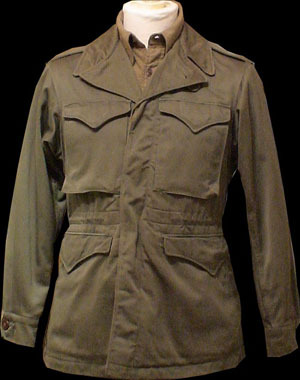
مدل ۱۹۴۳

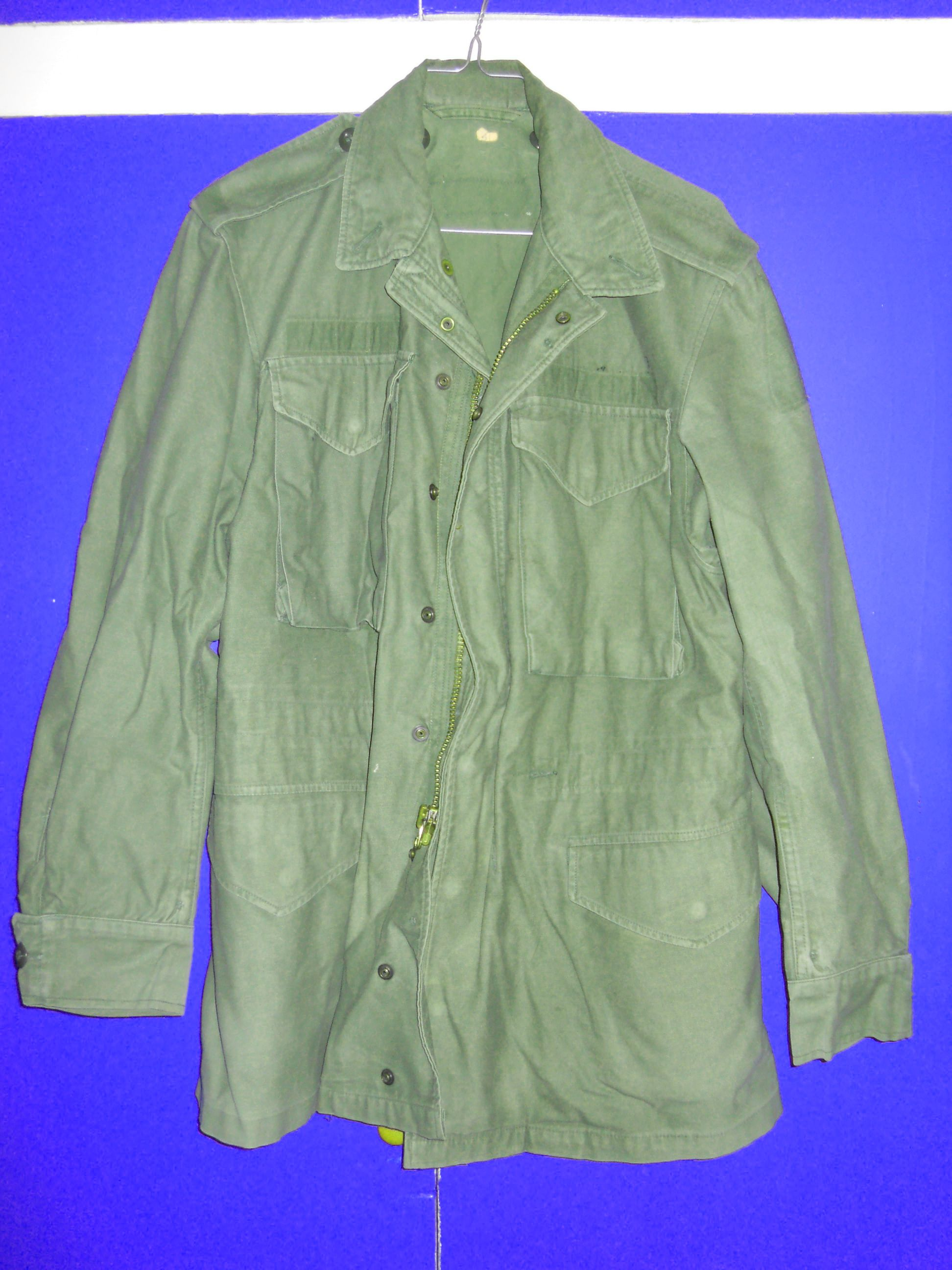
مدل۱۹۵۱

## شکل ظاهری

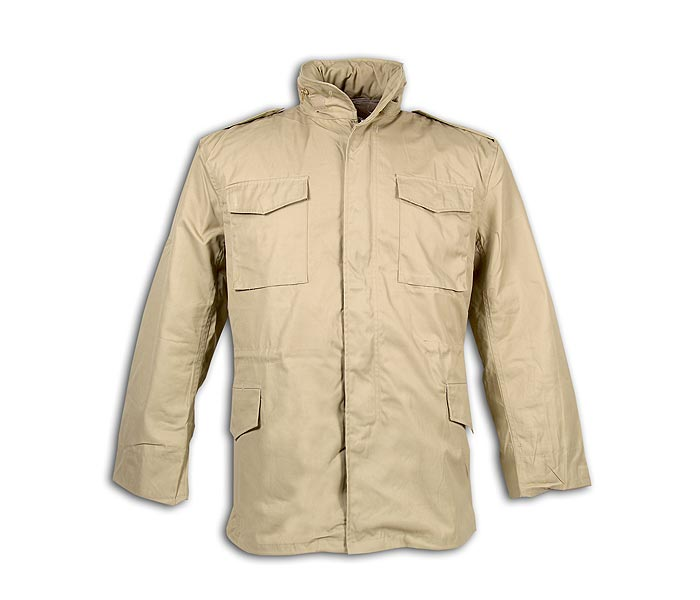
مدل ۱۹۶۵

این کاپشن یک پوشش داخلی دارد که به جای پوشش جداگانه ای که در نسل قبل متصل می‌شد، در یک کیسه در پشت گردن قرار می‌گرفت. همچنین دارای بست‌های نواری روی سرآستین و یقه است و یک پوشش داخلی دارد که به جای پوشش جداگانه ای که در نسل قبل متصل می‌شد، در یک کیسه در پشت گردن قرار می‌گیرد. همچنین دارای بست‌های نواری روی سرآستین و یقه است. قسمت جلوی ژاکت دارای دو جیب بزرگ و دو جیب متوسط در سینه است. قسمت گردن و پشت یقه دارای یک زیپ است که یک پوشش محافظ را در خود جای داده‌است

## کاربری
این یونیفرم به‌طور گسترده توسط نیروهای ایالات متحده در طول جنگ ویتنام مورد استفاده سربازانی که در ارتفاعات مرکزی ویتنام جنوبی خدمت می‌کردند قرار گرفت و همچنین در گرم نگه داشتن سرباز از شرایط آب و هوایی خنک پس از باران‌های موسمی مفید بود.این یک مسئله استاندارد برای سربازان آمریکایی در چندین جنگ دیگر در سراسر جهان نیز بوده و هست. در ابتدا با رنگ سبز زیتونی تیره معرفی شد، اکنون در رنگ‌ها و الگوهای بسیار متنوعی از جمله بسیاری از الگوهای استتار نظامی تولید می‌شودصنایع آلفا در همکاری با طراحان نظامی ایالات متحده برای بهبود عملکرد و طراحی آنها نقش اساسی داشت.